# Kolumbie na Letních olympijských hrách 1992
Kolumbie se účastnila Letní olympiády 1992 ve španělské Barceloně. Zastupovalo ji 49 sportovců (46 mužů a 3 ženy).

## Medailisté
| Medaile | Jméno           | Sport    | Soutěž            |
| ------- | --------------- | -------- | ----------------- |
| Bronz   | Ximena Restrepo | Atletika | ženy běh na 400 m |